# Synagoge (Slatina u Horažďovic)
Koordinaten: 49° 23′ 19,6″ N, 13° 44′ 40,7″ O

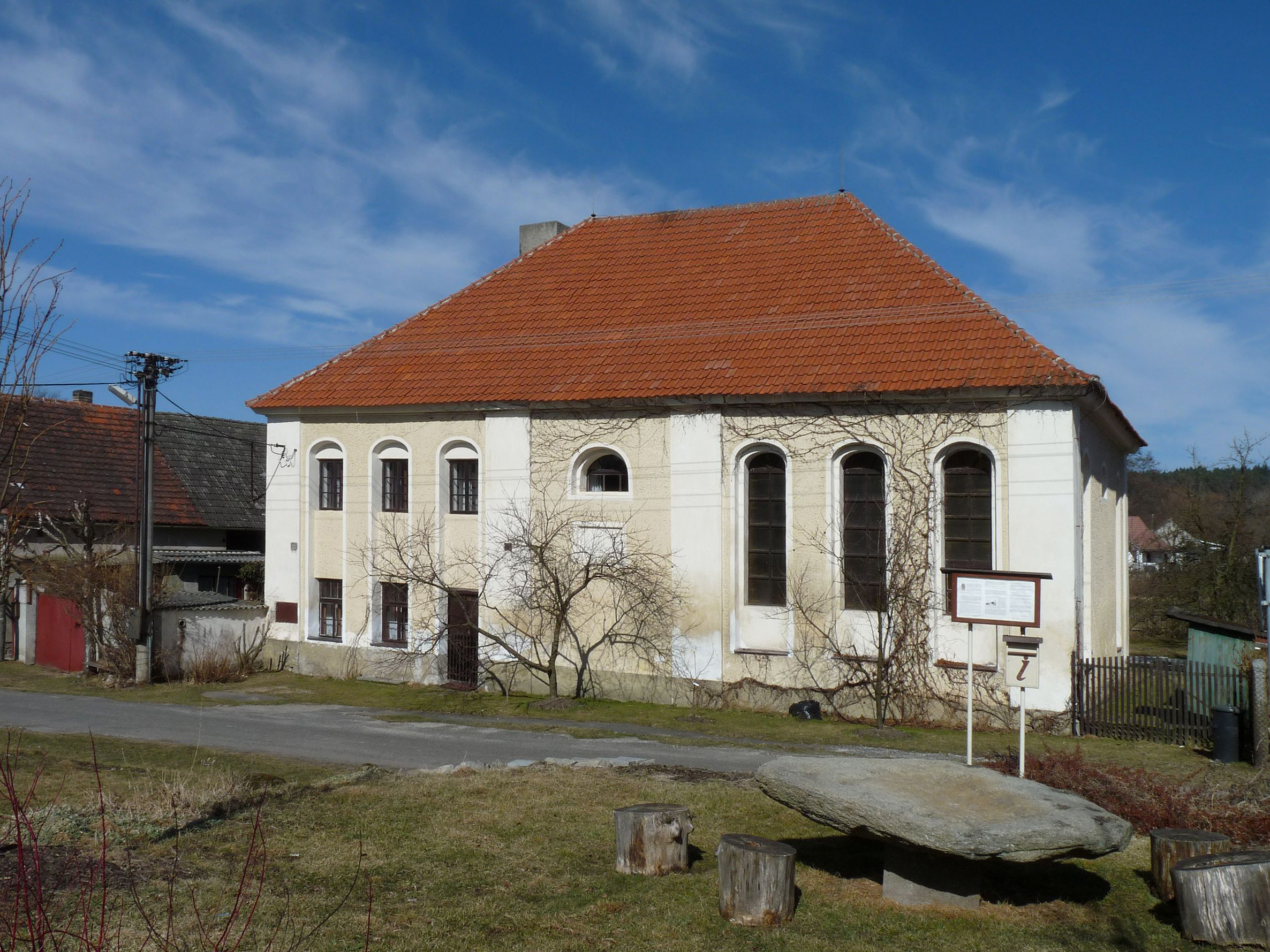
Synagoge in Slatina u Horažďovic

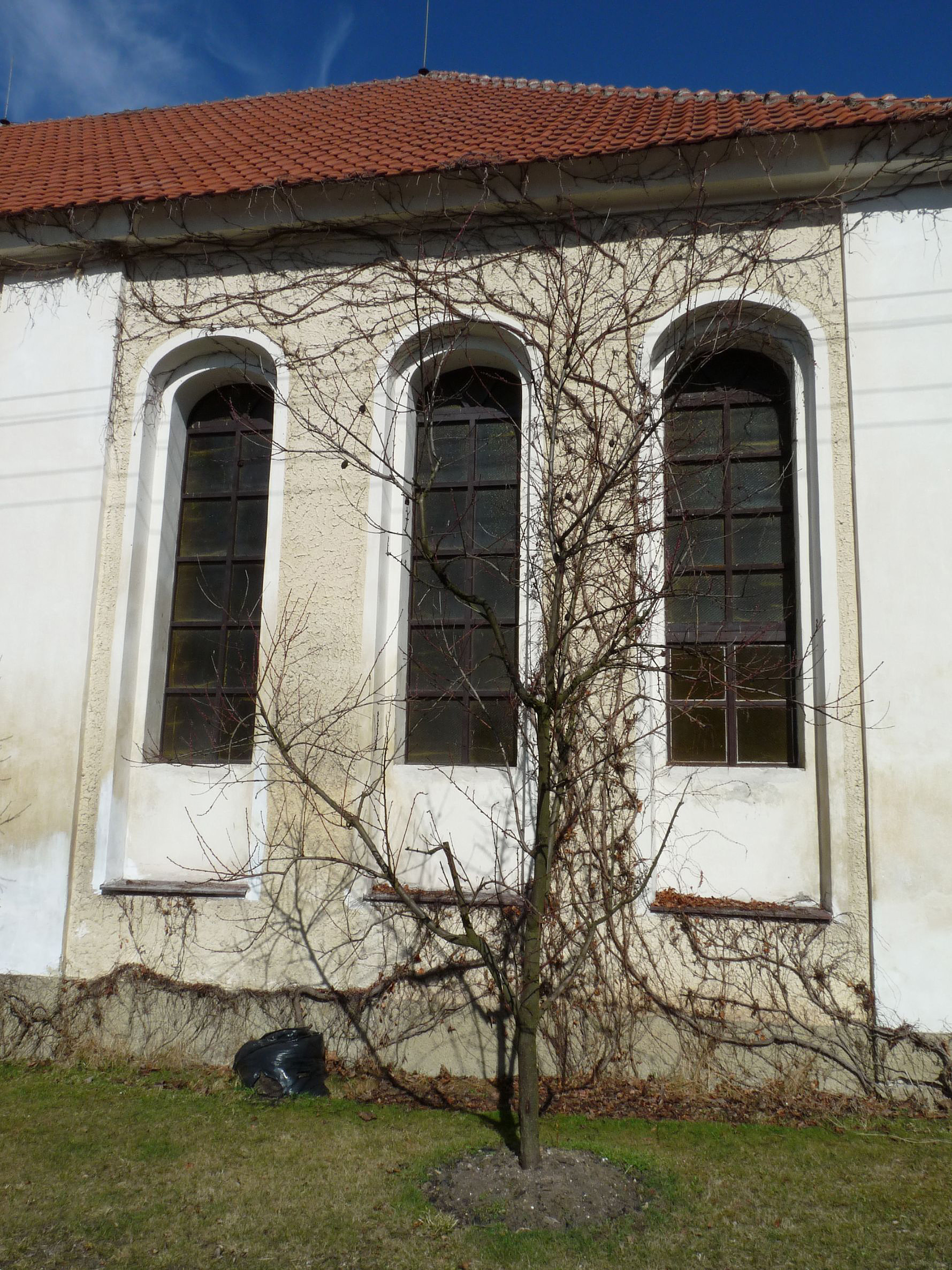
Rundbogenfenster

Die Synagoge in Slatina u Horažďovic, einer Stadt im Okres Klatovy in Tschechien, wurde 1868 errichtet. Die profanierte Synagoge ist seit 1988 ein geschütztes Kulturdenkmal.

## Geschichte
Die Synagoge im Stil des Klassizismus wurde an der Stelle einer hölzernen Synagoge erbaut. Im Jahr 1917 zog die letzte jüdische Familie aus Slatina fort. Die jüdische Gemeinde verkaufte daraufhin die Synagoge an den Händler und Musiklehrer Karel Volmut, der in den Räumen der ehemaligen jüdischen Schule einen Laden einrichtete und den Betsaal als Speicher nutzte. 
Im Jahr 1983 wurde die Synagoge restauriert. In einem Teil des Gebäudes ist eine Wohnung und im Gebetssaal soll ein Gedenkraum eingerichtet werden.